# Simultanbühne
Die Simultanbühne war eine Bühnenform der Mysterienspiele des Spätmittelalters und blieb bis zur Renaissance die vorherrschende Bühnenform im Freien oder in Innenräumen wie in der Kirche. Auf einer Simultanbühne befanden sich alle Schauplätze nebeneinander, oft auch gleichzeitig, zum Beispiel rund um einen Marktplatz. 
Die mittelalterliche Simultanbühne drückt, ähnlich wie simultane Darstellungen in der damaligen Bildenden Kunst, ein vormodernes Raum- und Zeitverständnis aus. Simultane Handlungen sind nicht deshalb parallel, weil sie gleichzeitig stattfinden, sondern weil sie einen vergleichbaren Stellenwert haben. 

## Geschichte

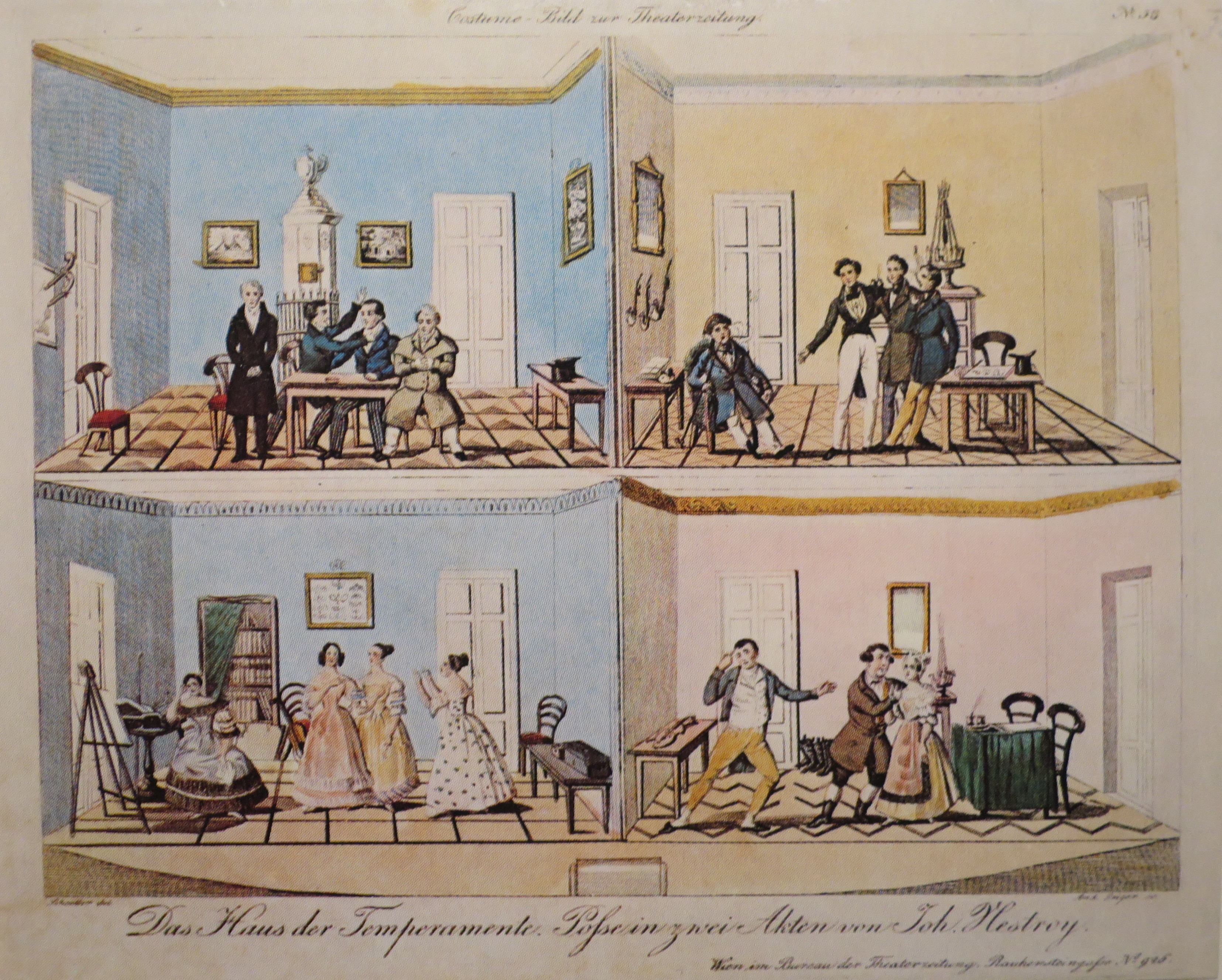
Das Haus der Temperamente von Johann Nestroy (Das vierteilige Bühnenbild, Kupferstich von Andreas Geiger, 1838)

Eine Art Vorläufer der Simultanbühne war die Wagenbühne. Die Disziplinierung des Theaters im Zuge von Reformation und Gegenreformation wertete die improvisierten Bühnen des Volkstheaters gegenüber den Theatergebäuden ab. Parallel zur Einheit des Orts, wie sie die Französische Klassik von Dramen forderte, wurde die Simultanbühne gegen 1600 von der Sukzessionsbühne in geschlossenen Räumen, vor allem von der barocken Kulissenbühne, abgelöst. Auch die Shakespearebühne ist in mancher Hinsicht noch eine Simultanbühne.
Im späteren 18. Jahrhundert entstanden neue Konzeptionen der Simultanbühne. Seit dem 19. Jahrhundert kommt im Bereich des Boulevardtheaters eine „realistische“ Art der Simultanbühne auf, etwa eine Dekoration mit zwei Zimmern, die durch eine Wand getrennt, aber durch eine Tür verbunden sind. Die Handlungen in diesen beiden Zimmern sind strikt gleichzeitig. Ein besonders raffiniertes Simultanstück dieser Art ist Nestroys Zu ebener Erde und erster Stock von 1835, worin die beiden Spielebenen übereinander angeordnet sind.
In der Theatergeschichte des 20. Jahrhunderts kam es wiederum zu einem Aufbrechen des strengen Realismus, oft im Zusammenhang mit modernen Medien wie Filmprojektionen. Die Theateravantgarde der 1920er-Jahre bediente sich intensiv der Simultanbühne (z. B. Piscators Uraufführung von Ernst Tollers Hoppla, wir leben!, 1927).